# スエヒロジョウオー
スエヒロジョウオーは日本の競走馬、繁殖牝馬。1992年の阪神3歳牝馬ステークスを16頭立ての9番人気で勝利し、2着に入った12番人気マイネピクシーとの馬連が120,740円というGIレース（当時）史上最高の払戻金額となった。同年のJRA賞最優秀3歳牝馬。

## 戦績
1992年6月21日に函館の新馬戦で、鞍上に田面木博公を迎えデビュー。394kgという牝馬としても小柄な馬体から12頭立て10番人気という低評価で、8着に敗れる。2戦目の未勝利戦で初勝利を挙げたが、その後2戦は良い所なく大敗。しかし5戦目のきんせんか賞で1番人気のワコーチカコを抑え、単勝オッズ100.6倍という最低人気で勝利する。
続いて迎えたGI阪神3歳牝馬ステークスでは、スローペースになったレースで後方に控えると、直線で一気の差し脚を見せ、9番人気の低評価をはね返しての勝利を収めた。2着にも12番人気のマイネピクシーが入り、馬連払戻金額120,740円はGIレース史上最高配当となった（現在でも馬連ではGI最高配当）。なおこの時の馬体重390kgはカネヒムロの優駿牝馬優勝時の馬体重384kgに次ぐ、史上2番目の軽量馬体重GI勝利である。この勝利によってスエヒロジョウオーはこの年のJRA賞最優秀3歳牝馬（旧称。現在のJRA賞最優秀2歳牝馬）に選出された。
しかし4歳になってからは活躍を続けることができなかった。桜花賞で6着の後、オークストライアル・4歳牝馬特別（東）に向けての追い切り当日、他馬の放馬のあおりを受けてスエヒロジョウオーも放馬、肩を20針以上も縫う大怪我を負い、4歳牝馬特別と優駿牝馬（オークス）を回避。ここで引退の話もあったが、陣営は諦めきれず、秋のエリザベス女王杯に出走させるためにスエヒロジョウオーを休養させて現役を続行した。
秋になってエリザベス女王杯トライアルのサファイヤステークスから戦線復帰したが、結局秋の成績は3戦してサファイヤステークスの9着が最高で、ローズステークス10着、本番のエリザベス女王杯でも12着と力を発揮することができず、このレースを最後に競走馬を引退した。

## 競走成績
以下の内容は、netkeiba.comおよびJBISサーチに基づく。
| 年月日     | 競馬場 | 競走名           | 格   | 距離（馬場）  | 頭 数 | 枠 番 | 馬 番 | オッズ（人気） | 着順 | タイム （上り3F/4F） | 着差 | 騎手       | 斤量 （kg） | 勝ち馬/（2着馬）   |
| ---------- | ------ | ---------------- | ---- | ------------- | ----- | ----- | ----- | -------------- | ---- | -------------------- | ---- | ---------- | ----------- | ------------------ |
| 1992.06.21 | 札幌   | 3歳新馬          |      | 芝1000m（良） | 12    | 6     | 7     | 116.1（10人）  | 8着  | 1:00.3 (36.9)        | -1.7 | 田面木博公 | 53          | ハヤオトヒメ       |
| 0000.09.05 | 函館   | 3歳未勝利        |      | 芝1200m（不） | 8     | 5     | 5     | 8.9（6人）     | 1着  | 1:14.5 (38.3)        | -0.3 | 田面木博公 | 53          | （オサイチギフト） |
| 0000.09.27 | 函館   | 函館3歳S         | GIII | 芝1200m（重） | 14    | 6     | 9     | 106.0（14人）  | 5着  | 1:15.0 (39.1)        | -1.5 | 田面木博公 | 53          | マザートウショウ   |
| 0000.10.17 | 京都   | りんどう賞       | 500  | 芝1400m（良） | 14    | 4     | 6     | 113.4（13人）  | 13着 | 1:26.3 (51.2)        | -0.3 | 藤田伸二   | 53          | エルレイナ         |
| 0000.11.07 | 東京   | きんせんか賞     | 500  | 芝1600m（良） | 12    | 7     | 9     | 100.6（12人）  | 1着  | 1:36.3 (34.7)        | -0.1 | 田面木博公 | 53          | （ワコーチカコ）   |
| 0000.12.06 | 阪神   | 阪神3歳牝馬S     | GI   | 芝1600m（良） | 16    | 7     | 13    | 35.9（9人）    | 1着  | 1:37.9 (48.0)        | -0.2 | 田面木博公 | 53          | （マイネピクシー） |
| 1993.03.13 | 阪神   | チューリップ賞   | OP   | 芝1600m（良） | 16    | 8     | 15    | 06.8（3人）    | 9着  | 1:38.4 (49.9)        | -1.6 | 田面木博公 | 54          | ベガ               |
| 0000.04.11 | 阪神   | 桜花賞           | GI   | 芝1600m（良） | 18    | 3     | 5     | 28.5（8人）    | 6着  | 1:38.1 (49.7)        | -0.9 | 田面木博公 | 55          | ベガ               |
| 0000.10.03 | 阪神   | サファイヤS      | GIII | 芝2000m（良） | 12    | 5     | 6     | 33.5（10人）   | 9着  | 2:11.0 (42.1)        | -6.9 | 熊沢重文   | 54          | アルファキュート   |
| 0000.10.24 | 京都   | ローズS          | GII  | 芝2000m（良） | 14    | 8     | 13    | 44.6（9人）    | 10着 | 2:01.5 (35.1)        | -1.3 | 熊沢重文   | 55          | スターバレリーナ   |
| 0000.11.14 | 京都   | エリザベス女王杯 | GI   | 芝2400m（良） | 18    | 2     | 4     | 61.0（13人）   | 12着 | 2:26.4 (36.6)        | -1.5 | 田面木博公 | 55          | ホクトベガ         |

## 繁殖成績
阪神3歳牝馬ステークスの勝利がフロックと見られたことと地味な血統背景から、関係者も繁殖牝馬としては期待していなかった。スエヒロジョウオーが未勝利戦を勝ち上がったころ、馬主から生産者の小泉賢吾に対し「将来繁殖牝馬として引き取るか」という打診があったが、小泉はスエヒロジョウオーが軽量馬だったことからこれを断っている。しかしその後GI優勝馬となったため、前言を覆して引き取ることにした。
繁殖牝馬となったスエヒロジョウオーは、初年度産駒から重賞2勝、4億円以上を稼ぎ出したスエヒロコマンダー（父・コマンダーインチーフ）を出したのを始め、競走馬としてデビューした9頭のうち6頭が勝ち上がるなど、繁殖牝馬としても低評価を覆している。
また、祖母としても朝日杯FSで2着に入ったマイネルロブスト（母は2番仔のコウエイベラドンナ）、アルマワイオリ（母は7番仔のイナズマローレル）を輩出した。
2020年4月30日、余生を送っていた小泉牧場で死亡した。

## 血統表
| スエヒロジョウオーの血統        | スエヒロジョウオーの血統                   | スエヒロジョウオーの血統 | （血統表の出典）     | （血統表の出典） |
| 父系                            | リュティエ系                               | リュティエ系             | リュティエ系         | [ § 2 ]          |
| 父 トウショウペガサス 1979 鹿毛 | 父の父*ダンディルート Dandy Lute 1972 鹿毛 | Luthier                  | Klarion              | Klarion          |
| 父 トウショウペガサス 1979 鹿毛 | 父の父*ダンディルート Dandy Lute 1972 鹿毛 | Luthier                  | Flute Enchantee      |                  |
| 父 トウショウペガサス 1979 鹿毛 | 父の父*ダンディルート Dandy Lute 1972 鹿毛 | Dentrelic                | Prudent              | Prudent          |
| 父 トウショウペガサス 1979 鹿毛 | 父の父*ダンディルート Dandy Lute 1972 鹿毛 | Dentrelic                | Relict               |                  |
| 父 トウショウペガサス 1979 鹿毛 | 父の母ソシアルトウショウ 1972 黒鹿毛       | *ヴェンチア              | Relic                | Relic            |
| 父 トウショウペガサス 1979 鹿毛 | 父の母ソシアルトウショウ 1972 黒鹿毛       | *ヴェンチア              | Rose O'Lynn          |                  |
| 父 トウショウペガサス 1979 鹿毛 | 父の母ソシアルトウショウ 1972 黒鹿毛       | *ソシアルバターフライ    | Your Host            | Your Host        |
| 父 トウショウペガサス 1979 鹿毛 | 父の母ソシアルトウショウ 1972 黒鹿毛       | *ソシアルバターフライ    | Wisteria             |                  |
| 母 イセスズカ 1982 青鹿毛       | 母の父マルゼンスキー 1974 鹿毛             | Nijinsky                 | Northern Dancer      | Northern Dancer  |
| 母 イセスズカ 1982 青鹿毛       | 母の父マルゼンスキー 1974 鹿毛             | Nijinsky                 | Flaming Page         |                  |
| 母 イセスズカ 1982 青鹿毛       | 母の父マルゼンスキー 1974 鹿毛             | *シル                    | Buckpasser           | Buckpasser       |
| 母 イセスズカ 1982 青鹿毛       | 母の父マルゼンスキー 1974 鹿毛             | *シル                    | Quill                |                  |
| 母 イセスズカ 1982 青鹿毛       | 母の母サリュウエイション 1969 黒鹿毛       | *インファチュエイション  | Nearco               | Nearco           |
| 母 イセスズカ 1982 青鹿毛       | 母の母サリュウエイション 1969 黒鹿毛       | *インファチュエイション  | Allure               |                  |
| 母 イセスズカ 1982 青鹿毛       | 母の母サリュウエイション 1969 黒鹿毛       | ミスナカヤマ             | トサミドリ           | トサミドリ       |
| 母 イセスズカ 1982 青鹿毛       | 母の母サリュウエイション 1969 黒鹿毛       | ミスナカヤマ             | ミスイエリュウ       |                  |
| 母系(F-No.)                     | メダリオン系(FN:3-l)                       | メダリオン系(FN:3-l)     | メダリオン系(FN:3-l) | [ § 3 ]          |
| 5代内の近親交配                 | Relic 5･4（父系内）                        | Relic 5･4（父系内）      | Relic 5･4（父系内）  | [ § 4 ]          |
| 出典                            | 1. 2. 3. 4.                                | 1. 2. 3. 4.              | 1. 2. 3. 4.          | 1. 2. 3. 4.      |

父
父・トウショウペガサスはダービー卿チャレンジトロフィー・中山記念に勝ち、朝日杯3歳ステークス・マイルチャンピオンシップ2着。産駒のGI優勝馬は本馬の他にフェブラリーステークス優勝のグルメフロンティアがいる。
母系
祖母サリュウエイションの半弟ロッコーイチは、小倉記念、北九州記念、小倉大賞典の勝ち馬。
4代母ミスイエリュウは朝日チャレンジカップの勝ち馬。